# Sinfonias de Wolfgang Amadeus Mozart
A produção sinfônica de Wolfgang Amadeus Mozart abrange um período de vinte e quatro anos entre 1764 e 1788. Mozart não escreveu apenas 41 sinfonias numeradas conforme mencionado em compilações tradicionais, especialistas acreditam que existe um total de 68 obras completas deste gênero. No entanto, por convenção, é mantido a numeração original e por essa razão sua última sinfonia é ainda conhecido como n.º 41 . as sinfonias n.º 31  (KV 297), n.º 35 (KV 385) e n.º 40 (KV 550) foram revistas pelo autor após as primeiras versões.

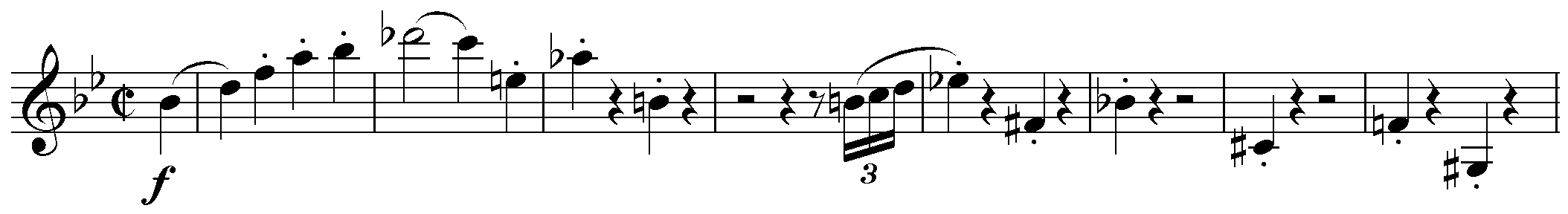
Notação musical da 40ª sinfonia de Mozart. Abertura da seção de desenvolvimento do último movimento.

## Sinfonias do período de infância (1764–1771)
Estas são as sinfonias numeradas compostas por Mozart durante sua infância:
- Sinfonia n.º 1 em mi♭ maior, KV 16
- Sinfonia n.º 2 em si♭ maior, KV 17 / Anh. C11.02 (sinfonía espúria, atribuida a Leopold Mozart)
- Sinfonia n.º 3 em mi♭ maior, KV 18 / Anh. A51 (sinfonia espúria, composta por Carl Friedrich Abel)
- Sinfonia n.º 4 em ré maior, KV 19
- Sinfonia n.º 5 em si♭ maior, KV 22
- Sinfonia n.º 6 em fá maior, KV 43
- Sinfonia n.º 7 em ré maior, KV 45
- Sinfonia n.º 8 em ré maior, KV 48
- Sinfonia n.º 9 em dó maior, KV 73 / KV 75a
- Sinfonia n.º 10 em sol maior, KV 74
- Sinfonia n.º 11 em ré maior, KV 84 / KV 73q
- Sinfonia n.º 12 em sol maior, KV 110 / KV 75b
- Sinfonia n.º 13 em fá maior, KV 112

Existem diversas sinfonias "não numeradas" deste período. Muitas delas  receberam um número a partir do 41, não respeitando a ordem cronológica. Em uma edição antiga que relaciona as obras de Mozart  (Mozart-Werke, 1877-1910) são referenciadas com as iniciais "GA". Posteriormente passaram a ser indicadas conforme o Catálogo Köchel. A autoria de Mozart não foi autenticada em muitas destas composições.
- Sinfonia n.º 42 em fá maior, KV 75 (GA 42: autenticidade duvidosa)
- Sinfonia n.º 43 em fá maior, KV 76 / 42a (GA 43: autenticidade duvidosa)
- Sinfonia n.º 44 em ré maior, KV 81 / KV 73l (GA 44: autenticidade duvidosa)
- Sinfonia n.º 45 em ré maior, KV 95 / KV 73n (GA 45: autenticidade duvidosa)
- Sinfonia n.º 46 em dó maior, KV 96 / KV 111b (GA 46: autenticidade duvidosa)
- Sinfonia n.º 47 em ré maior, KV 97 / KV 73m (GA 47: autenticidade duvidosa)
- Sinfonia n.º 56 em fá maior, KV 98 / KV Anh. C11.04 (GA 56: autenticidade duvidosa)
- Sinfonia n.º 55 em si♭ maior, KV Anh. 214 / KV 45b (GA 55: autenticidade duvidosa)
- Sinfonia n.º 54 em si♭ maior, KV Anh. 216 / KV 74g/KV Anh. C11.03 (GA 54: autenticidade duvidosa)
- Sinfonia n.º 7a em sol maior, «Velha Lambach», KV Anh. 221 / KV 45a
- Sinfonia n.º 19a em fá maior, KV Anh. 223 / KV 19a
- Sinfonia n.º 16a em lá menor, «Odense», KV Anh. 220 / KV 16a (autenticidade duvidosa)

## Sinfonias compostas em Salzburgo (1771–1777)
Estas sinfonias são por vezes divididas em dois grupos: as "iniciais" (1771-1773) e as "tardias" (1773-1777); ou também como "germânicas" (com minueto) ou "italianas" (sem minueto). Nenhuma delas foi publicada durante a vida de Mozart. Embora não consideradas como sinfonias, as composições KV 136, KV 137 e  KV 137, que tem três movimentos no estilo de abertura, às vezes são incluídas entre os "Sinfonias de Salzburgo".
- Sinfonia n.º 14 em lá maior, KV 114 (1771)
- Sinfonia n.º 15  em sol maior, KV 124 (1772)
- Sinfonia n.º 16 em dó maior, KV 128 (1772)
- Sinfonia n.º 17  em sol maior, KV 129 (1772)
- Sinfonia n.º 18 em fá maior, KV 130 (1772)
- Sinfonia n.º 19 en mi♭ maior, KV 132 (1772)
- Sinfonia n.º 20 em ré maior, KV 133 (1772)
- Sinfonia n.º 21 em lá maior, KV 134 (1772)
- Sinfonia n.º 22 em dó maior, KV 162 (1773)
- Sinfonia n.º 23 em ré maior, KV 181 / 162b (1773)
- Sinfonia n.º 24 em si♭ maior, KV 182 / 173dA (1773)
- Sinfonia n.º 25 em sol menor, «Pequena em sol menor», KV 183 / 173dB (1773)
- Sinfonia n.º 26 em mi♭ maior, KV 184 / 161a (1773)
- Sinfonia n.º 27  em sol maior, KV 199 / 161b (1773)
- Sinfonia n.º 28 em dó maior, KV 200 / 189k (1774)
- Sinfonia n.º 29 em lá maior, KV 201 / 186a (1774)
- Sinfonia n.º 30 em ré maior, KV 202 / 186b (1774)

Deste período existem várias sinfonias "não numeradas" que usam a música de óperas de Wolfgang Amadeus Mozart da mesma época.
- Sinfonia n.º 48 em ré maior, KV 111+(120/111a)
- Sinfonia n.º 50 em ré maior, KV 126+(161/163)/141a
- Sinfonia n.º 51 em ré maior, KV 196+(121/207a)
- Sinfonia n.º 52 em dó maior, KV 208+(102/213c)
- Sinfonia em ré maior, KV 135+61h

Outras três composições foram baseadas em serenatas do autor.
- KV 204 em ré maior, baseada na Serenata n.º 5
- KV 250 em ré maior, baseada na Serenata n.º 7, «Haffner»
- KV 320 em ré maior, baseada na Serenata n.º 9, «Posthorn»

## Últimas sinfonias (1778–1791)
- Sinfonia n.º 31 em ré maior, «París», KV 297 / 300a (1778)
- Sinfonia n.º 32  em sol maior, «Abertura no estilo italiano», KV 318 (1779)
- Sinfonia n.º 33 em si♭ maior, KV 319 (1779)
- Sinfonia n.º 34 em dó maior, KV 338 (1780)
- Sinfonia n.º 35 em ré maior, «Haffner», KV 385 (1782)
- Sinfonia n.º 36 em dó maior, «Linz», KV 425 (1783)
- Sinfonia n.º 37  em sol maior, KV 444 / 425a (1783) (espúria; durante anos, esta sinfonia foi classificada como uma obra de Mozart, mais tarde foi atribuida a Michael Haydn e identificada como Sinfonia n.º 25)
- Sinfonía n.º 38 em ré maior, «Praga», KV 504 (1786)

As últimas três sinfonias (números 39-41) foram concluídas em aproximadamente três meses no ano de 1788. Mozart provavelmente pretendia publicar os três trabalhos juntos, mas as obras permaneceram inéditas até a sua morte.
- Sinfonia n.º 39 em mi♭ maior, KV 543 (1788)
- Sinfonia n.º 40 em sol menor, «Grande sol menor», KV 550 (1788)
- Sinfonia n.º 41 em dó maior, «Júpiter», KV 551 (1788)